# Eduard Olof van Suchtelen
Jhr. mr. Eduard Olof van Suchtelen (Stockholm, 28 oktober 1918 − 's-Gravenhage, 7 januari 1998) was een Nederlands diplomaat.

## Biografie
Van Suchtelen was een lid van de familie Van Suchtelen en een zoon van de ingenieurs jhr. Eduard Ferdinand van Suchtelen (1889-1976) en diens eerste echtgenote Helena Edle von Drezka (1889-1925), lid van de familie Von Dresky. Hij trouwde in 1955 en kreeg een dochter en een zoon.
Na zijn studie rechten werd Van Suchtelen in 1965 ambassaderaad te Madrid. Van 1969 tot 1972 was hij directeur op het ministerie van Buitenlandse Zaken waarna hij in 1972 benoemd werd tot buitengewoon en gevolmachtigd ambassadeur te Addis Abeba. Vervolgens bekleedde hij dezelfde post te Algiers (1977-1979) en tot slot te Buenos Aires (1980-1982).
Van Suchtelen was reservekapitein bij het korps mariniers en ridder in de Orde van de Nederlandse Leeuw en officier in de Orde van Oranje-Nassau.